# Valentina Corti
Valentina Corti (Roma, 11 dicembre 1985) è un'attrice italiana.

## Biografia
Nata a Roma, inizia a fare pubblicità all'età di 17 anni, dopodiché si iscrive all'università alla facoltà di economia. Nel 2007 fa la sua prima apparizione televisiva nella miniserie TV di Rai 1 Fidati di me, con Virna Lisi, e nel 2009 recita come protagonista di puntata in due serie televisive italiane: Rex e Don Matteo.
Si forma presso la Scuola di Teatro Menandro, debuttando nello spettacolo teatrale Amanti (2011).
Nel 2012 entra a far parte del cast di Titanic - Nascita di una leggenda, nel ruolo di Violetta Silvestri, una miniserie televisiva internazionale. Nel 2013 recita in molte fiction Rai, interpreta il ruolo di Giselda, l'allieva di Trilussa, in Trilussa - Storia d'amore e di poesia, affiancando Michele Placido e Monica Guerritore; il ruolo di Sofia in Tutta la musica del cuore, con Johannes Brandrup e Francesca Cavallin; il ruolo di Teresa, la fidanzata di Lino Lacedelli (interpretato da Michele Alhaique) nella miniserie televisiva, K2 - La montagna degli italiani; ed il ruolo di Anna in Altri tempi, con Vittoria Puccini. Sempre nel 2013 ha debuttato al cinema con Romeo and Juliet, per la regia di Carlo Carlei.
Nel 2014 interpreta  Sara Levi nella nona stagione di Un medico in famiglia, ruolo che ricoprirà anche nella stagione successiva. A maggio 2014 inizia le riprese di Fango e gloria - La Grande Guerra, insieme a Domenico Fortunato ed Eugenio Franceschini. Grazie a questo ruolo si propone la sua candidatura, insieme a quella delle colleghe Giulia Michelini, Miriam Dalmazio, Elena Radonicich e Vanessa Hessler, per il premio Cinema L'Oreal Paris Italia come migliore attrice emergente.
Il 14 luglio 2014 inizia a Napoli le riprese di A Napoli non piove mai, film diretto da Sergio Assisi, uscito al cinema nel 2015.
Il 5 settembre 2014 vince la settima edizione del Premio l'Oreal Paris per il cinema, che riceve in occasione della Mostra Internazionale d'arte Cinematografica di Venezia 2014. Il 15 ottobre 2014 è una delle dieci premiate della XIII edizione del premio Afrodite.
Da settembre 2016 figura nel cast della decima stagione di Un medico in famiglia, sempre nei panni di Sara Levi. Nel 2017 è la protagonista del film La sabbia negli occhi, scritto e diretto da Alessandro Zizzo.
Nel 2018 affianca l'attore indiano Nawazuddin Siddiqui nel film Rome Roam Main, diretto dalla regista Tannishtha Chatterjee e, sempre nello stesso anno interpreta il ruolo di Greta nel film Magari resto di Mario Parruccini. Nel 2019 prende parte al film Un figlio di nome Erasmus, diretto da Alberto Ferrari, e continua la sua attività in teatro con la commedia romantica Più vera del vero. Sempre attiva anche nella pubblicità con la partecipazione a diversi promo: dal Mulino Bianco alla Compass, quest'ultima insieme a Nino Frassica.  

### Vita privata
Il 6 luglio 2024 sposa il fotografo e videomaker Riccardo Riane.

## Filmografia

### Cinema
- Romeo and Juliet, regia di Carlo Carlei (2013)
- A Napoli non piove mai, regia di Sergio Assisi (2015)
- La sabbia negli occhi, regia di Alessandro Zizzo (2017)
- Magari resto, regia di Mario Parruccini (2018)
- Roam Rome Mein, regia di Tannishtha Chatterjee (2018)
- Un figlio di nome Erasmus, regia di Alberto Ferrari (2020)
- Titanus 1904, regia di Giuseppe Rossi (2024)

### Televisione
- Fidati di me, regia di Gianni Lepre (2007)
- Negli occhi dell'assassino, regia di Edoardo Margheriti (2009)
- Don Matteo – serie TV, episodio 7x23 (2009)
- Rex – serie TV, episodio 3x06 (2011)
- Né con te né senza di te, regia di Vincenzo Terracciano – miniserie TV, 2 episodi (2012)
- Titanic - Blood & Steel, regia di Ciaran Donnelly – miniserie TV, 12 episodi (2012)
- Tutta la musica del cuore, regia di Ambrogio Lo Giudice – miniserie TV, 6 episodi (2013)
- Trilussa - Storia d'amore e di poesia, regia di Lodovico Gasparini – miniserie TV (2013)
- K2 - La montagna degli italiani, regia di Robert Dornhelm – miniserie TV, 2 episodi (2013)
- Altri tempi, regia di Marco Turco – miniserie TV, 2 episodi (2013)
- Un medico in famiglia – serie TV (2014-2016)
- Fango e gloria - La Grande Guerra, regia di Leonardo Tiberi – film TV (2015)
- Un posto al sole – soap opera (2022)
- Anima gemella, regia di Francesco Micciché – miniserie TV, 8 episodi (2023)
- Che Dio ci aiuti - serie TV, 6 episodi (2025)

### Cortometraggi
- La teoria del vuoto, regia di Daniele Cernicchi (2020)
- La macchina umana, regia di Adelmo Togliani e Simone Siragusano (2016)
- Fuecu e cirase, regia di Romeo Conte (2018)

## Teatro
- Amanti, regia di Mino Sferra (2011)
- Mary Shelley e Frankenstein, regia di Enrico Bernard (2012)
- Attento a quelle due, regia di Mino Sferra (2016)
- Il grande concorso, regia di Roberto Fei (2018)
- La pessima abitudine, regia di Massimo Izzo (2018)
- Avrei voluto essere di Andrea Franco, regia di Davide Giacinti (2018)
- Gli amici non hanno segreti, regia di Antonello Costa (2018)
- Più vera del vero, regia di Felice della Corte (2019)

## Videoclip
- Dimentica di Raf (2006)

## Riconoscimenti
- 2014 – Premio L'Oreal Paris per il cinema[8]